# Сера Ли Поци (Сасари)
Сера Ли Поци је насеље у Италији у округу Сасари, региону Сардинија.
Према процени из 2011. у насељу је живело 23 становника. Насеље се налази на надморској висини од 45 м.